# Takashia
Takashia is een geslacht van vlinders uit de familie van de prachtvlinders (Riodinidae), onderfamilie Nemeobiinae.
Takashia werd in 1985 voor het eerst wetenschappelijk beschreven door Okano & Okano.

## Soort
Takashia omvat de volgende soort:
- Takashia nana (Leech, 1892)